# 1! 2! 3! 4! Yoroshiku!
„1! 2! 3! 4! Yoroshiku!” (jap. 1!2!3!4! ヨロシク!) – czwarty singel japońskiego zespołu SKE48, wydany w Japonii 17 listopada 2010 roku przez Nippon Crown.
Singel został wydany w trzech edycjach: dwóch regularnych (Type A, Type B) oraz „teatralnej” (CD). Osiągnął 2 pozycję w rankingu Oricon i pozostał na liście przez 30 tygodni, sprzedał się w nakładzie 175 027 egzemplarzy. Utwór tytułowy został wykorzystany w reklamie Kinectu. Singel zdobył status złotej płyty.

## Lista utworów
Wszystkie utwory zostały napisane przez Yasushiego Akimoto.

### Type A
| CD  |                                                                  |                                                                  |                                                                  |      |
| Nr  | Tytuł                                                            | Kompozycja                                                       | Aranżacja                                                        | Czas |
| 1.  | „1! 2! 3! 4! Yoroshiku!” (jap. 1!2!3!4! ヨロシク!)               | Tadashi Tsukida                                                  | Wataru Maeguchi                                                  | 5:03 |
| 2.  | „TWO ROSES” (wyk. Kinect)                                        | Kazunori Onuki                                                   | Tomoaki Takashima                                                | 4:48 |
| 3.  | „Cosmos no kioku” (jap. コスモスの記憶) (wyk. Shirogumi)         | Kōta Ogawa                                                       | Nao Harada                                                       | 3:43 |
| 4.  | „1! 2! 3! 4! Yoroshiku!” (jap. 1!2!3!4! ヨロシク!) (off vocal)   | Tadashi Tsukida                                                  | Wataru Maeguchi                                                  | 5:03 |
| 5.  | „TWO ROSES” (off vocal)                                          | Kazunori Onuki                                                   | Tomoaki Takashima                                                | 4:48 |
| 6.  | „Cosmos no kioku” (jap. コスモスの記憶) (off vocal)              | Kōta Ogawa                                                       | Nao Harada                                                       | 3:43 |
| DVD |                                                                  |                                                                  |                                                                  |      |
| Nr  | Tytuł                                                            | Tytuł                                                            | Tytuł                                                            | Czas |
| 1.  | „1! 2! 3! 4! Yoroshiku!” (jap. 1!2!3!4! ヨロシク!) (Music Video) | „1! 2! 3! 4! Yoroshiku!” (jap. 1!2!3!4! ヨロシク!) (Music Video) | „1! 2! 3! 4! Yoroshiku!” (jap. 1!2!3!4! ヨロシク!) (Music Video) |      |
| 2.  | „TWO ROSES” (Music Video)                                        | „TWO ROSES” (Music Video)                                        | „TWO ROSES” (Music Video)                                        |      |
| 3.  | „Cosmos no kioku” (jap. コスモスの記憶) (Music Video)            | „Cosmos no kioku” (jap. コスモスの記憶) (Music Video)            | „Cosmos no kioku” (jap. コスモスの記憶) (Music Video)            |      |

### Type B
| CD  |                                                                  |                                                                  |                                                                  |      |
| Nr  | Tytuł                                                            | Kompozycja                                                       | Aranżacja                                                        | Czas |
| 1.  | „1! 2! 3! 4! Yoroshiku!” (jap. 1!2!3!4! ヨロシク!)               | Tadashi Tsukida                                                  | Wataru Maeguchi                                                  | 5:03 |
| 2.  | „TWO ROSES” (wyk. Kinect)                                        | Kazunori Onuki                                                   | Tomoaki Takashima                                                | 4:48 |
| 3.  | „Seishun wa hazukashii” (jap. 青春は恥ずかしい) (wyk. Akagumi)   | Masayuki Fukutomi                                                | Masayuki Fukutomi                                                | 4:08 |
| 4.  | „1! 2! 3! 4! Yoroshiku!” (jap. 1!2!3!4! ヨロシク!) (off vocal)   | Tadashi Tsukida                                                  | Wataru Maeguchi                                                  | 5:03 |
| 5.  | „TWO ROSES” (off vocal)                                          | Kazunori Onuki                                                   | Tomoaki Takashima                                                | 4:48 |
| 6.  | „Seishun wa hazukashii” (jap. 青春は恥ずかしい) (off vocal)      | Masayuki Fukutomi                                                | Masayuki Fukutomi                                                | 4:08 |
| DVD |                                                                  |                                                                  |                                                                  |      |
| Nr  | Tytuł                                                            | Tytuł                                                            | Tytuł                                                            | Czas |
| 1.  | „1! 2! 3! 4! Yoroshiku!” (jap. 1!2!3!4! ヨロシク!) (Music Video) | „1! 2! 3! 4! Yoroshiku!” (jap. 1!2!3!4! ヨロシク!) (Music Video) | „1! 2! 3! 4! Yoroshiku!” (jap. 1!2!3!4! ヨロシク!) (Music Video) |      |
| 2.  | „TWO ROSES” (Music Video)                                        | „TWO ROSES” (Music Video)                                        | „TWO ROSES” (Music Video)                                        |      |
| 3.  | „Seishun wa hazukashii” (jap. 青春は恥ずかしい) (Music Video)    | „Seishun wa hazukashii” (jap. 青春は恥ずかしい) (Music Video)    | „Seishun wa hazukashii” (jap. 青春は恥ずかしい) (Music Video)    |      |

### Wer. teatralna
| CD |                                                                |                 |                    |      |
| Nr | Tytuł                                                          | Kompozycja      | Aranżacja          | Czas |
| 1. | „1! 2! 3! 4! Yoroshiku!” (jap. 1!2!3!4! ヨロシク!)             | Tadashi Tsukida | Wataru Maeguchi    | 5:03 |
| 2. | „TWO ROSES” (wyk. Kinect)                                      | Kazunori Onuki  | Tomoaki Takashima  | 4:48 |
| 3. | „Soba ni isasete” (jap. そばにいさせて)                        | YORI            | Nobuhiko Kashiwara |      |
| 4. | „1! 2! 3! 4! Yoroshiku!” (jap. 1!2!3!4! ヨロシク!) (off vocal) | Tadashi Tsukida | Wataru Maeguchi    | 5:03 |
| 5. | „TWO ROSES” (off vocal)                                        | Kazunori Onuki  | Tomoaki Takashima  | 4:48 |
| 6. | „Soba ni isasete” (jap. そばにいさせて) (off vocal)            | YORI            | Nobuhiko Kashiwara |      |

## Skład zespołu
| „1! 2! 3! 4! Yoroshiku!” |
| --- |
| - Team S: Masana Ōya, Yukiko Kinoshita, Yuria Kizaki, Mizuki Kuwabara, Akari Suda, Kanako Hirmatsu, Yūka Nakanishi, Jurina Matsui (środek), Rena Matsui (środek), Kumi Yagami - Team KII: Anna Ishida, Airi Furukawa, Akane Takayanagi, Manatsu Mukaida - Kenkyūsei: Kanon Kimoto, Erika Yamada |

| „TWO ROSES”                          |
| ------------------------------------ |
| - Team S: Jurina Matsui, Rena Matsui |

| „Cosmos no kioku” |
| --- |
| - Team S: Masana Ōya, Haruka Ono, Mizuki Kuwabara, Yūka Nakanishi, Rikako Hirata, Kanako Hiramatsu, Jurina Matsui (środek) - Team KII: Ririna Akaeda, Anna Ishida, Mikoto Uchiyama, Tomoko Katō, Makiko Saitō, Mieko Satō, Akane Takayanagi (środek), Rina Matsumoto, Reika Yamada, Tomoka Wakabayashi - Kenkyūsei: Riho Abiru, Kyōka Isohara, Asana Inuzuka, Risako Goto, Ami Kobayashi, Erika Yamada, Mei Sakai, Aya Shibata, Rika Tsuzuki, Yūka Nakamura, Honoka Mizuno. Erika Yamada |

| „Seishun wa hazukashii” |
| --- |
| - Team S: Rumi Katō, Yuria Kizaki, Yukiko Kinoshita, Akari Suda, Shiori Takada, Aki Deguchi, Rena Matsui (środek), Kumi Yagami (środek) - Team KII: Shiori Iguchi, Shiori Ogiso, Momona Kitō, Seira Satō, Airi Furukawa, Mukaida Manatsu - Kenkyūsei: Mai Imade, Kasumi Ueno, Madoka Umemoto, Shiori Kaneko, Kanon Kimoto, Emiri Kobayashi, Yumana Takagi, Mai Takeuchi, Sawako Hata, Minami Hara, Kaori Matsumura, Haruka Mano, Miki Yakata, Yukari Yamashita |

| „Soba ni isasete” |
| --- |
| Piosenka jest wykonywana przez wszystkie członkinie SKE48 w momencie wydania. - Team S: Masana Ōya, Haruka Ono, Rumi Katō, Yuria Kizaki, Yukiko Kinoshita, Mizuki Kuwabara, Akari Suda, Shiori Takada, Aki Deguchi, Yūka Nakanishi, Rikako Hirata, Kanako Hiramatsu, Jurina Matsui, Rena Matsui, Yui Matsushita, Kumi Yagami - Team KII: Ririna Akaeda, Riho Abiru, Anna Ishida, Shiori Ogiso, Tomoko Katō, Risako Gotō, Seira Satō, Mieko Satō, Akane Takayanagi, Sawako Hata, Airi Furukawa, Rina Matsumoto, Manatsu Mukaida, Miki Yakata, Reika Yamada, Tomoka Wakabayashi - Team E: Kyōka Isohara, Kasumi Ueno, Madoka Umemoto, Shiori Kaneko, Kanon Kimoto, Ami Kobayashi, Mei Sakai, Aya Shibata, Yumana Takagi, Mai Takeuchi, Rika Tsuzuki, Yūka Nakamura, Minami Hara, Haruka Mano, Yukari Yamashita, Erika Yamada - Kenkyūsei: Shiori Iguchi, Asana Inuzuka, Mai Imade, Mikoto Uchiyama, Momona Kitō, Emiri Kobayashi, Makiko Saitō, Kaori Matsumura, Honoka Mizuno |

## Notowania
| Lista                       | Pozycja |
| --------------------------- | ------- |
| Oricon Weekly Singles Chart | 2       |
| Billboard Japan Hot 100     | 6       |

## Inne wersje
- Indonezyjska grupa JKT48, wydała własną wersję tytułowej piosenki na drugim singlu Yūhi o miteiru ka w 2013 roku.